# الجامعة الإسلامية عزيز العلوم بابونغر
الجامعة الإسلامية عزيز العلوم بابونغر والمعروفة أيضًا باسم مدرسة بابونغر (বাবুনগর মাদ্রাসা)، هي واحدة من المدارس القومية الإسلامية في شيتاغونغ. تأسست عام 1924، وتقع في بابونغر في فاتيكجاري، ويدرس بها حاليًا حوالي 3000 طالب.